# Kurdîbanivka, Buceaci
Kurdîbanivka (în ucraineană Курдибанівка) este un sat în comuna Perevoloka din raionul Buceaci, regiunea Ternopil, Ucraina.

## Demografie
Componența lingvistică a localității Kurdîbanivka
     Ucraineană (100%)
Conform recensământului din 2001, toată populația localității Kurdîbanivka era vorbitoare de ucraineană (100%).